# 日立建設設計
株式会社日立建設設計（ひたちけんせつせっけい）は日本にある日立グループの建設コンサルタント、組織系建築設計事務所。

## 沿革
- 1965年 東日建設コンサルタント株式会社設立
- 1975年 株式会社日立建設設計に社名変更

## 主なプロジェクト
- 日立製作所水戸事業所新設計棟・機械研究所メカニカルイノベーションセンター
- 日立建機　常陸那珂工場・常陸那珂臨港工場・日本事業部
- エフピコ本社社屋
- 筑波大学生命科学動物資源センター
- 茨城県立古河第一高等学校
- 神奈川県立小田原高等学校
- 海上自衛隊呉史料館
- 豊島園 庭の湯
- 2005年日本国際博覧会日立グループ館